# Алијере (Асти)
Алијере је насеље у Италији у округу Асти, региону Пијемонт.
Према процени из 2011. у насељу је живело 26 становника. Насеље се налази на надморској висини од 244 м.